# Пармений Вавилонский
Пармений Вавилонский (Кордульский) (ум. около 251) — священномученик древней Церкви, пострадавший при древнеримском императоре Деции Траяне (249—251).
Был пресвитером вавилонским, пострадал в III веке в Кордуле (или Кордуве) в Персии.
Император Деций Траян, победив персов и овладев их страной, нашёл там много христиан и начал их преследовать. Вместе с другими, среди них и епископ Полихроний, пресвитер Пармений был схвачен и приведен к императору. Тот приказал им принести жертву идолам. За отказ, бросил святого в темницу. При вторичном допросе он стоял молча. Тогда Деций сказал пресвитеру: «Начальник ваш онемел». Святой Пармений возразил: «Святой епископ не онемел, но не хочет осквернять своих чистых уст и „метать бисер пред свиньями“» (Мф. 7, 6). Раздражённый император велел отрезать язык святому Пармению за эти слова. Несмотря на это, Пармений, обратившись к святителю Полихронию, ясно произнес: «Молись за меня, отче, я вижу на тебе Духа Святого». По приказанию Деция святого епископа Полихрония стали бить камнем по устам, и он, подняв глаза свои к небу, испустил дух. Тело его осталось лежать перед храмом Сатурна. Ночью пришли два персидских князя Авдон и Сеннис, тайные христиане, и погребли тело святого мученика возле городской стены.
Вскоре Деций отправился в город Кордулу и приказал вести за собой трёх пресвитеров и двух диаконов. В Кордуле он снова принуждал мучеников принести жертву идолам, но святой Пармений, несмотря на отрезанный язык, громко и твердо отвечал за всех отказом. Император, считая, что святой Пармений говорит без языка силой волшебства, приказал усилить муки и жечь исповедников огнём, прикладывать раскалённые железные доски к бокам и железными крючьями терзать тела их. В это время послышался Голос с неба: «Приидите ко Мне, смиренные сердцем». 
Деций всё больше приходил в ярость и приказал бить мучеников оловянными прутьями; потом передал их своему наместнику, некоему Анисию, который продолжал мучить их и, наконец, отсёк им головы секирой, а тела их бросил на съедение псам. Пять дней лежали тела не погребенными и ничто не коснулось их; на шестой день христиане, взявши ночью честные останки, погребли их с честью.
Память в Православной церкви 12 августа (30 июля по старому стилю).